# Charles Nordhoff
Charles Bernard Nordhoff, född den 1 februari 1887 i London, död den 10 april 1947 i Santa Barbara, Kalifornien, var en amerikansk författare född i England och pilot, och hälften av författarfirman Nordhoff-Hall.

## Biografi
Nordhoff hade amerikanska föräldrar och hans far, Walter Nordhoff, var en förmögen affärsman och författare till The Journey of the Flame skriven under pseudonymen Antonio de Fierro Blanco. Hans mor, Sarah Cope Whitall, kom från Pennsylvania Quaker. Föräldrarna återvände till USA med sin son 1889, bodde först i Pennsylvania, sedan i Rhode Island för att slutligen bosätta sig i Kalifornien från 1898.
Nordhoff själv visade tidigt intresse för att skriva. Hans första publicerade verk var en artikel i en ornitologisk tidskrift, skriven när han bara var femton år. Vid sjutton års ålder, började han studera vid Stanford University, men övergick efter ett år till Harvard University.
Efter examen 1909 arbetade Nordhoff i sin fars företag, först två år med att hantera en sockerplantage i Mexiko, sedan fyra år som en chef för ett kakel- och tegelföretag i Redlands i Kalifornien. Han slutade 1916, värvade sig till ambulanstrupperna, och reste till Frankrike, där han anslöt sig till andra utflyttade amerikaner som pilot i Escadrille Lafayette. Han avslutade första världskriget som löjtnant i US Army Air Service.

## Författarskap
Efter att ha lämnat kriget, stannade Nordhoff i Paris, där han arbetade som journalist och skrev sin första bok, The Fledgling. År 1919, ombads han och en annan före detta Lafayette Squadron-pilot, James Norman Hall, som också var författare och journalist, att skriva en berättelse om denna enhet. Ingen av dem hade känt varandra under kriget. Deras första litterära samarbete, The Lafayette Flying Corps, publicerades 1920.
De båda författarna återvände sedan till USA och delade ett hyrt hus på ön Martha's Vineyard, tills de fick uppdrag från Harper's Magazine att skriva resereportage från Stilla havet. De reste till Tahiti för research och inspiration, vilket slutade med att Nordhoff stannade i tjugo år, och Hall för resten av livet. Deras andra bok, Faery Lands of South Seas, publicerades som en serie i Harper's 1920-1921, och gavs därefter ut i bokform.
Nordhoff skrev romaner på egen hand i tio år, varav The Derelict (1928) ansågs som hans finaste soloinsats. Nordhoff och Hall fortsatte att gemensamt skriva rese- och äventyrsartiklar för The Atlantic under 1920- och början av 1930-talet. De skrev också gemensamt en annan memoarbok om första världskriget, Falcons in France (1929). Det var sedan Hall som föreslog samarbetet med Bounty-trilogin, Mutiny on the Bounty, Men Against the Sea och Pitcairn Island.
Efter Bounty-trilogin var deras mest framgångsrika bok The Hurricane (1936). De fortsatte att skriva romaner tillsammans till 1945. På egen hand skev Nordhoff bara ytterligare en egen bok, In Yankee Windjammers (1940), en återberättelse om de fartyg, sjömän, och sätt att leva om vilka hans farfar en gång hade skrivit.
Nordhoff lämnade Tahiti och återvände till Kalifornien 1941. Under andra världskriget hedrades han med att få ge sitt namn till ett Libertyfartyg, SS Charles Nordhoff, byggt i Portland, Oregon 1943. Han dog 1947 ensam i sitt hem i Montecito, Kalifornien. Tidningar rapporterade dödsfallet som en "tydlig hjärtinfarkt", men senare källor indikerar att han hade druckit mycket, var deprimerad, och kan ha begått självmord.